# Allée couverte du cimetière des Anglais
L'allée couverte du cimetière des Anglais est située dans le bois des Loctaines, sur le territoire de la commune de Vauréal dans le département du Val-d'Oise.

## Historique

Blason de Vauréal

L'allée couverte a été édifiée à partir de 3300 av. J.-C. et utilisée sur une durée d'environ 1000 ans.
L'édifice était connu de longue date localement et fut partiellement pillé. Appelée « Cimetière des Anglais » depuis le XIVe siècle, l'allée couverte doit son nom à l'occupation anglaise durant la guerre de Cent Ans, bien qu'il n'y ait jamais eu de cimetière anglais à cet emplacement, les corps retrouvés datent tous du néolithique.
Le site est fouillé par le vicomte Amédée de Caix de Saint-Aymour, en 1867,. L'édifice apparaît dans les armoiries de Vauréal, conçues en 1943. Il est classé au titre des monuments historiques le 16 avril 1969. Le monument a été restauré en 1972.

## Description
L'allée couverte a été édifiée près du sommet d'un coteau, à 85 m d'altitude, dominant une boucle de l'Oise. Elle est orientée selon un axe est-ouest, l'entrée étant située à l'est, en direction de la vallée. La longueur totale du monument est inconnue car de la construction d'origine, il ne demeure plus que la chambre.
La chambre est large d'environ 2,40 m, délimitée par de grandes orthostates (dont 3 d'une largeur supérieure à 3 m et 2 autres d'une largeur supérieure à 2 m) en grès Bartonien, sur une longueur totale de respectivement 13,10 m côté nord et 12,40 m côté sud. Les dalles des parois latérales reposent sur une assise de plaquettes en calcaire et sont confortées par endroits par des murs en pierres sèches, probablement afin de stabiliser le sol sableux lors de l'édification du monument. Les interstices entre dalles ont été comblés de pierres sèches soigneusement agencées. Le chevet est matérialisé par une dalle massive de 3 m de largeur sur environ 2 m de hauteur hors sol et 0,50 m d'épaisseur.
La plupart des orthostates sont en grès feuilleté local, mais deux sont en grès pommelé provenant du massif de l'Hautil, elles sont probablement été choisies pour leur aspect décoratif. Le poids de certaines dalles est estimé à 5 tonnes.

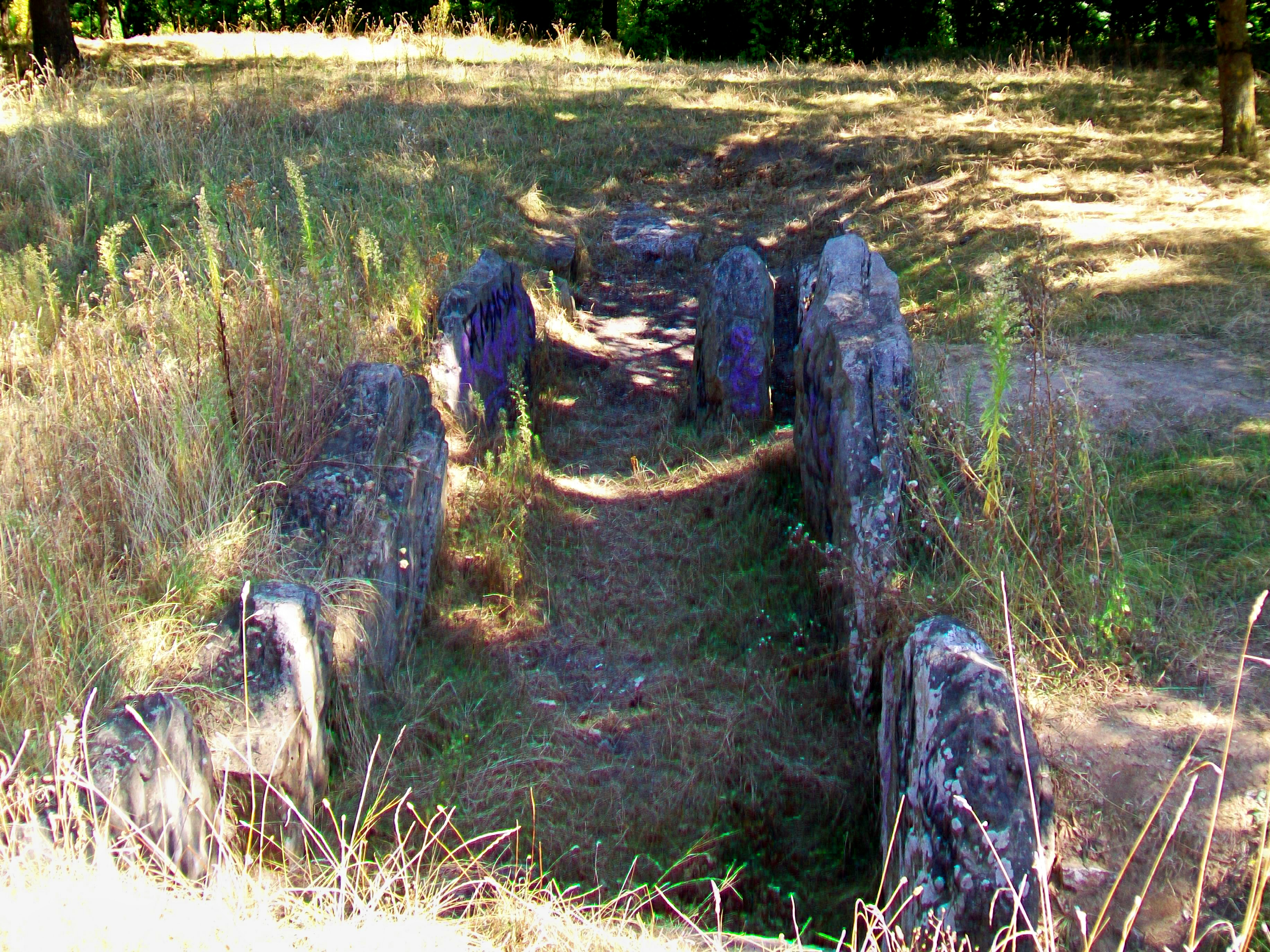

La chambre est segmentée en trois parties par deux murets transversaux en pierres sèches, d'environ 0,50 m de hauteur, à fleur de sol destinés à freiner l'érosion du sol. Le sol était entièrement pavé de dalles de pierre, dont deux ont été retrouvées lors des fouilles de 2018.
Des fragments de la dalle d'entrée ont été retrouvés à plusieurs centaines de mètres au nord de l'allée dans les années 1970. C'est une dalle en calcaire à grains fins dans laquelle fut taillée une ouverture en bouche de four (dont la taille initiale est estimée à environ 0,60 m de largeur sur 0,45 m de hauteur) entourée d'une feuillure. Elle comporte un trou (10 cm de haut sur 8 cm de large) à environ 0,25 m du sommet considéré comme un élément du système d'obturation. L'originale est conservée au musée de Guiry-en-Vexin et a été remplacée sur place par une copie en béton. La dalle d'entrée est ornée d'une gravure représentant un bateau.[réf. nécessaire]
Aucun témoignage ancien ne signale l'existence d'une couverture mais d'après un plan de Leguay dressé en 1827, quatre dalles étaient situées en travers de la chambre et correspondaient peut-être à des fragments de tables de couverture. Des encoches pour des poutres dans les orthostates suggèrent un toit plus ancien en bois, avant d'être remplacé par une couverture en pierre. Les dalles de couverture ont probablement été exploitées comme carrière antérieurement aux fouilles de 1867. À l'origine, l'allée devait être enterrée, le sol sableux qui l'entourait ayant disparu depuis par érosion, seule l'entrée devait être visible depuis la vallée.

## Couche archéologique
Malgré des pillages antérieurs, selon de Caix, la couche archéologique retrouvée en 1827 était relativement intacte. D'une épaisseur de 0,30 m à 0,40 m, elle était constituée d'ossements, de silex, de charbons et d'objets divers. La plupart des ossements humains ont été retrouvés en connexion, dont cinq squelettes adossés contre les parois de la chambre. Au XIXe siècle, d'après les 25 crânes et les os longs retrouvés, le nombre d'inhumations fut estimé à environ une quarantaine d'individus. Les fouilles de restauration des années 1970 livrèrent plus de 2 000 dents appartenant à 43 personnes. À la suite des fouilles de 2018 et 2021, le nombre de personnes inhumées retrouvées a été estimé à une centaine ; si on prend en compte les ossements qui ont disparu, on peut penser que 300 à 400 personnes ont été inhumées sur la période de 1000 ans d'utilisation du site.
Les ossements correspondent en majorité à des adultes, mais aussi à quelques enfants. Les défunts les plus âgés avaient de 60 à 65 ans. La plupart des individus sont morts de vieillesse, les traces de mort violente sont rares. Des ossements comportent des traces d'arthrose et un cas de tuberculose est avéré ; un crâne porte des traces de trépanation.
Le mobilier funéraire comportait de nombreux objets en silex (haches polies, nucléus, fragments de poignard, pointes de flèches), des éléments de parure (hache-amulette en fibrolithe, perles, pendentifs). Un squelette féminin comportait un collier complet constitué de près de 300 perles (en os ou en corne, en ardoise) et d'une hache-amulette en jadéite. Les objets sont conservés au Musée archéologique départemental du Val-d'Oise de Guiry-en-Vexin. Le matériel archéologique d'Amédée de Caix de Saint-Aymour est conservé au musée de Senlis.